# Brughagedis van North Brother Island

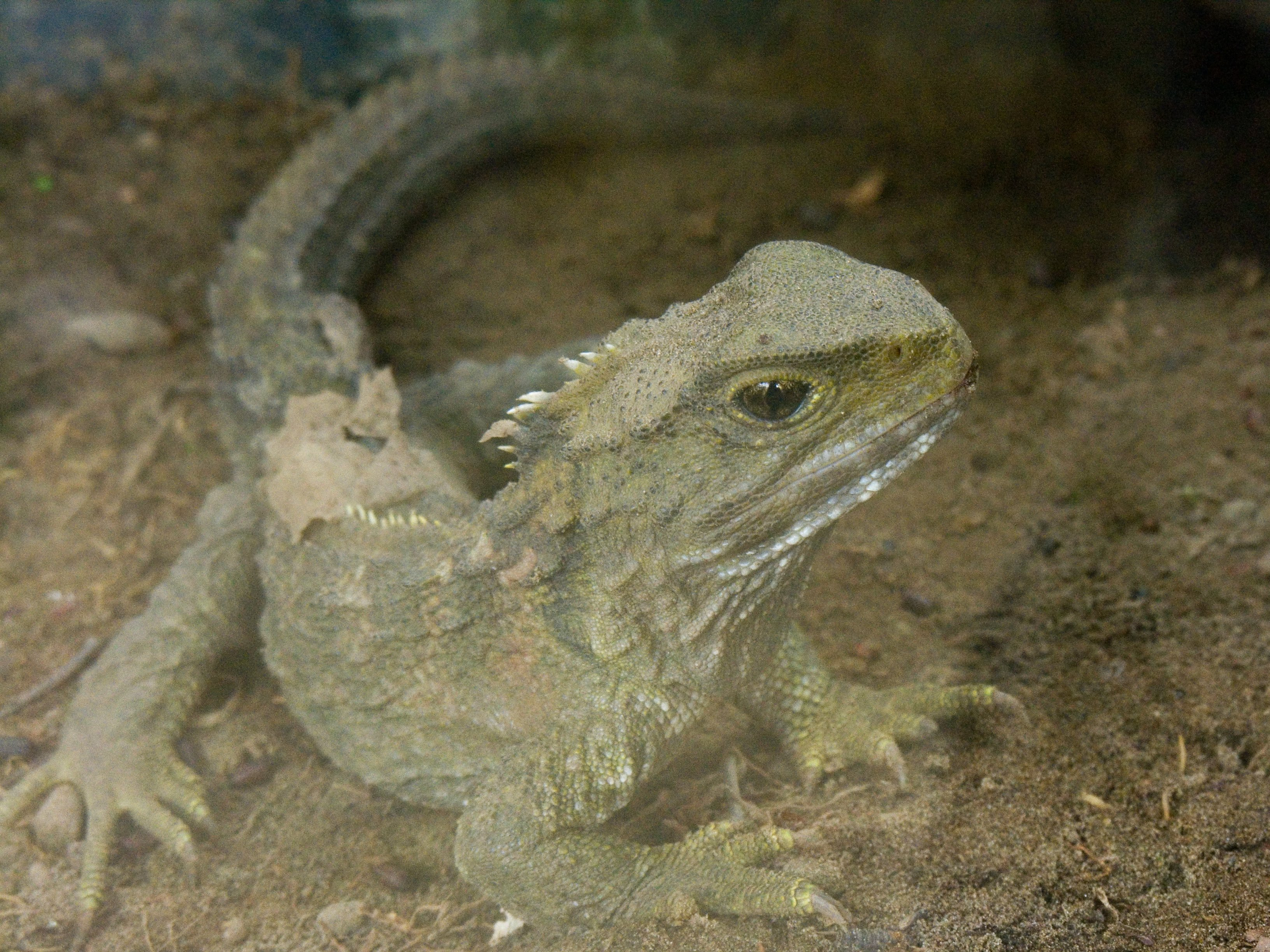
Exemplaar in gevangenschap.

De brughagedis van North Brother Island of tuatara van North Brother Island (Sphenodon guntheri) is een reptiel uit de orde Sphenodontia en de familie brughagedissen.
Deze in 1877 beschreven maar pas in 1989 erkende soort leeft, zoals de naam al aangeeft, op North Brother Island, een afgelegen eiland aan de kust van Nieuw-Zeeland. De brughagedis werd lange tijd als een aparte soort beschouwd vanwege de genetische verschillen ten opzichte van de enige andere brughagedis (Sphenodon punctatus), maar dit werd in 2010 weer teruggedraaid. Tegenwoordig worden de 'gewone' brughagedis en de brughagedis van North Brother Island beschouwd als één en dezelfde soort.